# Imugina robusta
Imugina robusta är en insektsart som beskrevs av Mahmood 1967. Imugina robusta ingår i släktet Imugina och familjen dvärgstritar. Inga underarter finns listade i Catalogue of Life.